# 易學超
易學超（？—？），清朝政治人物。湖北漢陽縣人。
易學超為舉人出身。道光十六年（1836年）年）九月，署任湖南永順府龍山縣知縣。